# كأس السوبر الإسباني 2007
كأس السوبر الإسباني 2007 كانت بطولة كرة قدم أُقيمت يومي 11 و19 أغسطس 2007 بين ريال مدريد بطل الدوري الإسباني 2006–07 و‌إشبيلية بطل كأس ملك إسبانيا 2006–07. فاز إشبيلية بالبطولة لأول مرة في تاريخه بعد فوزه بإجمالي أهداف 6–3.

## تفاصيل المباريات

### مباراة الذهاب
| إشبيلية                  | 1–0 | ريال مدريد |
| ------------------------ | --- | ---------- |
| لويس فابيانو 27' (ركلة.) |     |            |

### مباراة الإياب
| ريال مدريد                            | 3–5 | إشبيلية                                         |
| ------------------------------------- | --- | ----------------------------------------------- |
| درينثي 23' · كانافارو 44' · راموس 78' |     | ريناتو 16'، 27' · كانوتيه 37' (ركلة.)، 80'، 89' |